# Luis Cristaldo
Luis Héctor Cristaldo Ruiz Díaz (Ibarreta, Formosa, 31 de agosto de 1969) es un exfutbolista y entrenador argentino nacionalizado boliviano. Actualmente dirige a Hiska Nacional de la Asociación de Fútbol de La Paz. En su etapa como jugador se desempeñó como defensa y fue internacional con la selección boliviana, con la que llegó a participar en la Copa Mundial de 1994. Su último equipo antes de retirarse fue el Oruro Royal en 2012.

## Trayectoria

### Como jugador
A los quince años de edad viajó a Santa Cruz de la Sierra, Bolivia, y se formó como futbolista en la Academia Tahuichi Aguilera. Hizo su debut como profesional en 1988 jugando en el C. D. Oriente Petrolero, en un partido que ganó por 1-0 al Club Destroyers. Posteriormente, militó en el Club Bolívar, el C. D. Mandiyú de Argentina, el Club Cerro Porteño de Paraguay y el Real Sporting de Gijón de España.
En 2001, retornó a Bolivia para jugar en el Club The Strongest hasta 2007, año en que fichó por el club donde se inició, Oriente Petrolero. Tras un primer retiro formó parte del cuerpo técnico del club The Strongest de La Paz junto al entrenador Néstor Craviotto y, posteriormente, también ejerció de asistente de William Ramallo en el Oruro Royal Club, aunque decidió regresar al fútbol para jugar en el propio Oruro Royal hasta el año 2012.

### Como entrenador
El 6 de marzo de 2012 fue contratado como nuevo técnico de Guabirá. No obstante, tras dirigir durante seis encuentros al equipo fue cesado del cargo. El 27 de agosto de 2015 se incorporó al cuerpo técnico de la selección boliviana como asistente técnico del entrenador Julio César Baldivieso.

## Selección nacional
Fue internacional con la selección de fútbol de Bolivia en noventa y tres partidos entre los años 1989 y 2005, lo que lo convierte en uno de los futbolistas con más apariciones con el combinado boliviano junto a Marco Sandy, aunque siete juegos menos que Ronald Raldes que completó el centenar de partidos con La Verde. Participó en la Copa Mundial de Fútbol de 1994, en seis ediciones de la Copa América y en la Copa FIFA Confederaciones 1999.

### Participaciones enCopas del Mundo
| Mundial                        | Sede           | Resultado      | PJ | Goles |
| ------------------------------ | -------------- | -------------- | -- | ----- |
| Copa Mundial de Fútbol de 1994 | Estados Unidos | Fase de grupos | 2  | 0     |

### Participaciones enCopas América
| Torneo                 | Sede                   | Resultado              | PJ | Goles |
| ---------------------- | ---------------------- | ---------------------- | -- | ----- |
| Copa América 1993      | Ecuador                | Fase de grupos         | 2  | 0     |
| Copa América 1995      | Uruguay                | Cuartos de final       | 4  | 0     |
| Copa América 1997      | Bolivia                | Subcampeón             | 5  | 0     |
| Copa América 1999      | Paraguay               | Fase de grupos         | 3  | 0     |
| Copa América 2004      | Perú                   | Fase de grupos         | 2  | 0     |
| Total en Copas América | Total en Copas América | Total en Copas América | 16 | 0     |

### Participaciones enEliminatorias al Mundial
| Eliminatorias al Mundial                    | Sede                   | Posiciones             | Resultado              | PJ | Goles |
| ------------------------------------------- | ---------------------- | ---------------------- | ---------------------- | -- | ----- |
| Eliminatorias Mundial de Italia 1990        | Italia                 | 2°lugar Grupo 1 6pts   | Eliminado              | 1  | 0     |
| Eliminatorias Mundial de USA 1994           | Estados Unidos         | 2°lugar Grupo B 11pts  | Clasificado            | 8  | 1     |
| Eliminatorias Mundial de Francia 1998       | Francia                | 8°lugar 17pts          | Eliminado              | 11 | 1     |
| Eliminatorias Mundial de Corea y Japón 2002 | Corea del Sur y Japón  | 7°lugar 18pts          | Eliminado              | 5  | 0     |
| Eliminatorias Mundial de Alemania 2006      | Alemania               | 10°lugar 14pts         | Eliminado              | 8  | 1     |
| Total en Eliminatorias                      | Total en Eliminatorias | Total en Eliminatorias | Total en Eliminatorias | 33 | 3     |

### Participaciones enCopa Confederaciones
| Torneo                         | Sede   | Resultado      | PJ | Goles |
| ------------------------------ | ------ | -------------- | -- | ----- |
| Copa FIFA Confederaciones 1999 | México | Fase de grupos | 1  | 0     |

## Clubes

### Como jugador
| Club                   | País      | Año       |
| ---------------------- | --------- | --------- |
| Oriente Petrolero      | Bolivia   | 1987-1990 |
| Cerro Porteño          | Paraguay  | 1991-1992 |
| Bolívar                | Bolivia   | 1993-1994 |
| Deportivo Mandiyú      | Argentina | 1994      |
| Bolívar                | Bolivia   | 1995-1998 |
| Real Sporting de Gijón | España    | 1998-1999 |
| Bolívar                | Bolivia   | 1999      |
| Cerro Porteño          | Paraguay  | 2000      |
| Bolívar                | Bolivia   | 2001      |
| Sol de América         | Paraguay  | 2001      |
| The Strongest          | Bolivia   | 2002-2006 |
| Oriente Petrolero      | Bolivia   | 2007      |
| Ciclón                 | Bolivia   | 2008      |
| Guabirá                | Bolivia   | 2009-2010 |
| The Strongest          | Bolivia   | 2011      |
| Oruro Royal            | Bolivia   | 2011-2012 |

### Como entrenador
| Club           | País    | Año             |
| -------------- | ------- | --------------- |
| Guabirá        | Bolivia | 2012            |
| Cooper         | Bolivia | 2018            |
| Hiska Nacional | Bolivia | 2023-Actualidad |

## Palmarés

### Campeonatos nacionales
| Título           | Club               | País     | Año  |
| ---------------- | ------------------ | -------- | ---- |
| Liga boliviana   | Oriente Petrolero  | Bolivia  | 1990 |
| Torneo República | Club Cerro Porteño | Paraguay | 1991 |
| Liga paraguaya   | Club Cerro Porteño | Paraguay | 1992 |
| Liga boliviana   | Bolívar            | Bolivia  | 1994 |
| Liga boliviana   | Bolívar            | Bolivia  | 1996 |
| Liga boliviana   | Bolívar            | Bolivia  | 1997 |
| Torneo Apertura  | The Strongest      | Bolivia  | 2003 |
| Torneo Clausura  | The Strongest      | Bolivia  | 2003 |
| Torneo Clausura  | The Strongest      | Bolivia  | 2004 |